# Dežerice
Dežerice este o comună slovacă, aflată în districtul Bánovce nad Bebravou din regiunea Trenčín. Localitatea se află la altitudinea de 239 m deasupra n.m., se întinde pe o suprafață de 13,04 km2 și în 2017 număra 923 de locuitori.

## Istoric
Localitatea Dežerice este atestată documentar din 1208.

## Demografie
| An:                | 1994 | 2004   | 2014    | 2024    |
| ------------------ | ---- | ------ | ------- | ------- |
| Număr de persoane: | 573  | 613    | 763     | 1150    |
| Diferență:         |      | +6,98% | +24,46% | +50,72% |

| An:                | 2023 | 2024   |
| ------------------ | ---- | ------ |
| Număr de persoane: | 1137 | 1150   |
| Diferență:         |      | +1,14% |